# SmartOne Group
SmartOne Group est une société d’origine malgache spécialisée dans le traitement et la valorisation de la donnée servant à l’éducation d’algorithmes et plus largement à l’apprentissage automatique (annotation et génération de données). Son siège social est à Madagascar dans la ville d’Antananarivo. Elle est également présente aux Etats Unis, en France, au Royaume Uni au Japon et au Canada. 

## SmartOne Group
SmartOne accompagne les entreprises dans la mise en œuvre de solutions d’intelligence artificielle et dans tous projets liés à la création et à l’exploitation de la donnée, allant de l'analyse prédictive à l'exploration de données en passant par la vision par ordinateur.
Ses principaux clients sont des majors du secteur de la technologie, qu’elle accompagne dans leur recherche en intelligence artificielle, ou des start-up désirant se développer avec un support en offshore. Ses activités en font un pure player de l'apprentissage automatique.

## Histoire
SmartOne est une entreprise familiale fondée en 2012 à Antananarivo dans la capitale de Madagascar par Habib Hassim.
L’essor du marché américain du Big data (mégadonnées en français) a fait décoller sa croissance en 2016. La diversification de ses métiers et de ses clients en fait aujourd’hui une entreprise de référence parmi les acteurs du secteur des technologies de l'information et de la communication dans l’océan Indien et en Afrique, qui lui a valu d’être sélectionnée parmi les 100 entreprises africaines dans lesquelles investir en 2019 ainsi que pour le programme l’Afrique XL organisé par la Banque Mondiale.
SmartOne compte 1154 salariés en septembre 2022.

## Description

### Biens et services
SmartOne group est composé de trois Business Units organisées autour de ses métiers : 
- IA Computer Vision : Get accurate, meaningful and scalable data from your images and videos
- IA NLP : Data Labeling services for Natural Language Processing application
- WaaS : Workforce as a Service

L’intelligence artificielle représente en septembre 2022 la plus grande partie de son chiffre d’affaires. Les autres métiers viennent compléter l’offre de service, dans des tâches actuellement non automatisable complètement.

### Engagement social
Dans le cadre du mécénat d'entreprise, SmartOne Group parraine un centre d'accueil pour enfants en danger à Antananarivo, Akany Avoko, en lui fournissant des ordinateurs et des soins médicaux, ainsi que du mécénat de compétence de la part de ses collaborateurs.
L’entreprise a également intégré la responsabilité sociétale des entreprises (RSE) à son modèle économique. En se rapprochant de facultés malgaches, Smartone recrute de jeunes talents avec un contrat adapté, leur permettant ainsi de financer leurs études tout en contribuant à faire grandir les compétences métiers de l’entreprise en fonction de leur origine disciplinaire.
En 2022, SmartOne à signé un partenariat avec Orange Madagascar. Les deux entités s’engagent ensemble à former et recruter sur 12 mois, 200 jeunes Malagasy éloignés de la formation universitaire et de l’emploi, tout en démocratisant l’IA (Intelligence Artificielle), ses enjeux et ses opportunités professionnelles à Madagascar.